# Callechelys bitaeniata
Callechelys bitaeniata е вид змиорка от семейство Ophichthidae. Видът не е застрашен от изчезване.

## Разпространение и местообитание
Разпространен е в Кения, Мозамбик и Сейшели (Алдабра).
Обитава тропически води, пясъчни дъна, океани и морета.

## Описание
На дължина достигат до 82 cm.